# Stó:lō Tribal Council
Stó:lō Tribal Council (kratica STC), plemenko vijeće formirano 2006. godine, koje se satoji od nekoliko bandi ili 'prvih nacija' Stalo ili Stó:lo Indijanaca (porodica salishan) s donjeg toka rijeke Fraser u Britanskoj Kolumbiji, Kanada, čija se lokacija nalazi između gradova Chilliwack i Hope.
Plemenskom vijeću ne pripadaju sve Stalo bande, nego tek njih osam, to su, viz.: Chawathil (prije zvani Hope), Cheam, Kwantlen, Kwaw-kwaw-Apilt, Ohamil ili Shxw'ow'hamel, Scowlitz, Seabird Island i Soowahlie.
Registrirana populacija svih osam bandi iznosila je 2,721 (2006)